# La Victoria, Tecolutla
La Victoria är en ort i Mexiko.   Den ligger i kommunen Tecolutla och delstaten Veracruz, i den sydöstra delen av landet, 250 km öster om huvudstaden Mexico City. La Victoria ligger 17 meter över havet och antalet invånare är 352.
Terrängen runt La Victoria är platt. Havet är nära La Victoria åt nordost. Runt La Victoria är det ganska glesbefolkat, med 32 invånare per kvadratkilometer. Närmaste större samhälle är Gutiérrez Zamora, 11,5 km väster om La Victoria. Omgivningarna runt La Victoria är en mosaik av jordbruksmark och naturlig växtlighet.